# 祖國 (小說)
《祖國》（英語：Fatherland）是英国作家、记者罗伯特·哈里斯於1992年创作的一部架空历史侦探小说。背景设定在假設纳粹德国赢得二战歐洲戰場的平行宇宙中，主人公是一名克里普特刑警隊的偵探及刑事調查官，負責调查一名参加“萬湖會議”的纳粹德國政府官员被谋杀一事，由此发现了試圖掩蓋真相的政治阴谋。該小説雖爲偵探類型，可鮮有常规寫法：比如以一宗谋杀案开始，該案經主角调查也最终破案，但结果并不是常規的“侦探追捕以及逮捕凶手”，反而因凶手在集權政权中的權勢，在故事結尾出现截然相反的情况。自1992年小説問世以來便在英國讀者間大受歡迎，銷售超過近300萬冊，至今已翻譯成25種語言。

## 故事大綱

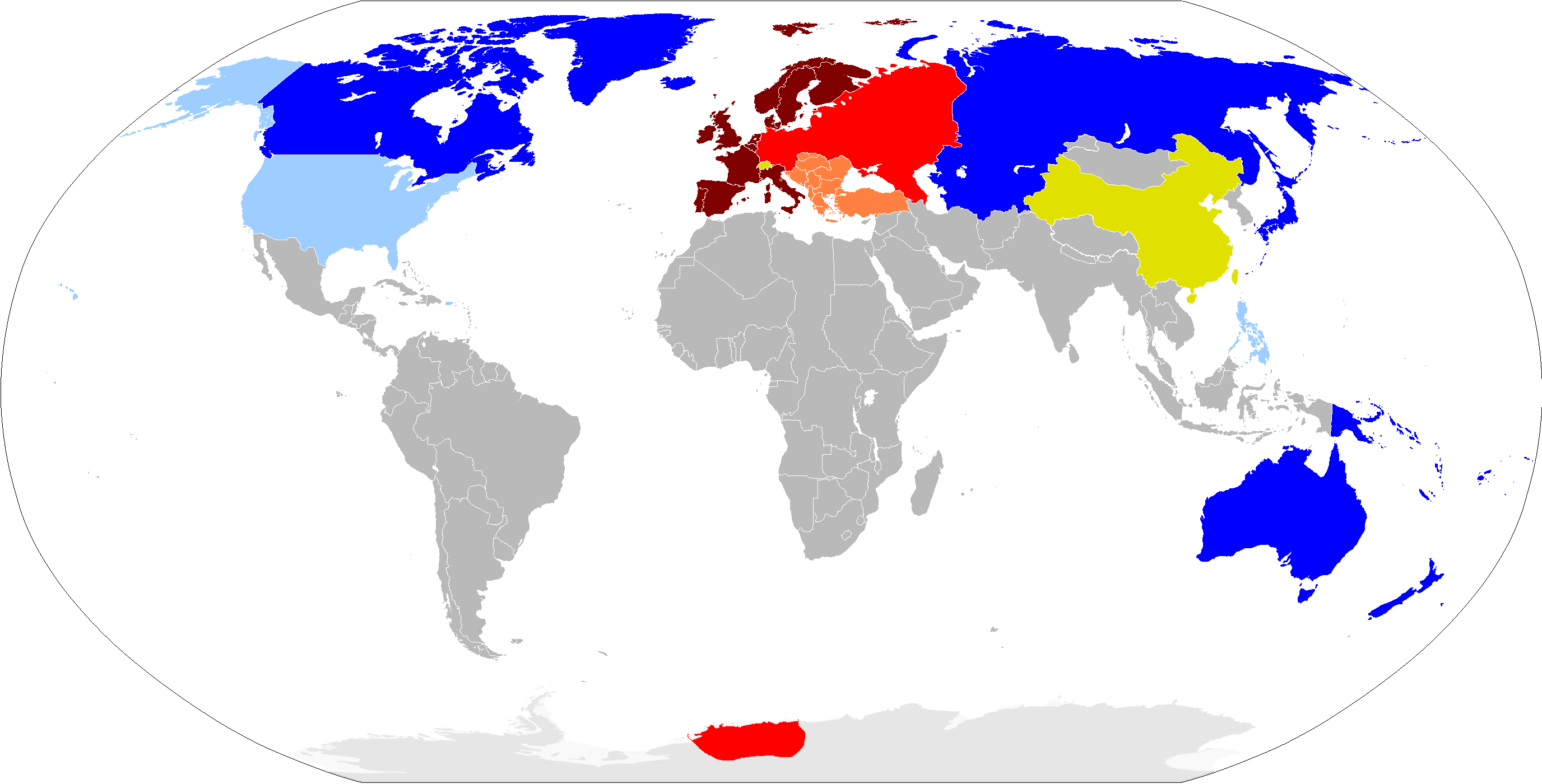
《祖國》世界觀：納粹德國征服歐洲，與美國展開冷戰。黃色部分為中國、瑞士勢力，屬於中立國。

小説開篇在1964年4月的纳粹德国，是帝國元首阿道夫·希特勒75岁生日的前一周：主人公泽维尔·马奇是一名克里普刑警队的调查员，他在柏林郊区哈维尔调查一名纳粹高官约瑟夫·布勒（Josef Bühler）的非自然死亡事件。然而尸体一经辨认，盖世太保便跳出來声称對案件拥有管辖权，令克里普立刻结束调查。随着馬奇发现更多细节，他意识到自己已卷入一桩涉及纳粹党高级官员的政治鬥爭——这名官员显然是有计划地被谋杀的。
馬奇隨後与美国记者夏洛特·馬圭爾相遇，两人相談後都决心徹查此案，马奇前往中立国瑞士调查其中一名遇害官员的在蘇黎世的私人银行账户。最终，他们知曉這類谋杀案背后的真相：黨卫军头目莱因哈德·海德里希令盖世太保暗殺1942年1月万湖会议上策划“最终解决方案”的全體官员；此暗殺行动是为確保因帝國元首希特勒和美国总统约瑟夫·肯尼迪会面使兩國關係能得到改善，而保障猶太人大屠殺不被揭露是該計劃的重要一步。馬圭爾得到真相后便動身前往中立国瑞士，準備将希特勒實行種族滅絕的確鑿证据披露给全世界；但马奇却被他年僅十岁的儿子告发，從而被盖世太保逮捕。
儘管馬奇在盖世太保总部的地窖里受到了嚴酷的酷刑，但始終拒绝透露马奎尔的行蹤。負責審問的納粹官員奥迪洛·格洛博尼克向馬奇吹嘘奥斯维辛在内的集中营早已被夷为平地，马奇等人将永远无法將真相公之於衆。克里普刑警隊長官亞瑟·納貝成功營救了馬奇；然而在蓋世太保的預料之内，他們早在馬奇身上安裝追蹤器。但馬奇也意識到這點，他選擇犧牲自己并把蓋世太保引至错误的方向——奥斯维辛集中营，以吸引敵人注意力，掩護馬圭爾等人撤退。
最後，盖世太保在奥斯维辛集中营某處追上了马奇。马奇此時知道马奎尔已有足够时间进入瑞士，马奇在生命的最後關頭，試圖寻找一些迹象来证明納粹集中营的存在。当盖世太保的直升机接近他时，他最終在灌木丛中发现無數從奧斯維辛失落的砖块。最後，馬奇滿意地拔出配槍，在上膛好后向樹林方向跑去。

## 世界觀
- 萊因哈德·特里斯坦·歐根·海德里希 在1942年捷克戰士的暗殺行動中生還，後出任黨衛軍領袖。
- 納粹德國發現恩尼格瑪密碼遭破解後決定先下手為強，發動大規模潛艇戰，英國因得不到美國的援助而爆發飢荒而在1948年投降，時任首相溫斯頓·邱吉爾和國王喬治六世被迫流亡加拿大，其後邱吉爾於1953年逝世。
- 美國在第二次世界大戰時因為門羅主義影響下未幫助同盟國、放任納粹德國的侵略，因此霸王行動並不存在。美國轉而全力攻擊正侵略亞洲及太平洋各島嶼的日本，並以原子彈迫使日本無條件投降。在本篇故事開始時（即1964年），時任美國總統約瑟夫·甘迺迪準備前往柏林會晤正在慶祝75歲生日的元首阿道夫·希特勒，並宣布雙方結盟。
- 當時的蘇聯已經失去首都莫斯科、史達林格勒等一級城市和包含烏克蘭、高加索山脈以西等地區的大半領土，整個國家陷入敗退；1964年時德軍陣線更推進到烏拉山脈，但此時德國已經被蘇聯紅軍以及游擊隊拖入無休止的游擊戰。據小說描述，德軍僅在烏拉山地區與蘇聯遊擊隊交戰便付出超過十萬士兵傷亡，削弱德軍軍力。
- 儘管希特勒聲明表示一場永不休止的戰爭會讓德國人民保持警覺、更服從黨的統治，但德國政府還是把所有陣亡德軍士兵的遺體送回本土。
- 美國於1945年8月用原子彈打贏日本，接著德國也於1946年造出原子彈，還發射常規動力的V-3型長程飛彈；同時紐約市市民更抗議德國那射程範圍遠及美洲大陸的長途飛彈測試計畫。
- 由於雙方都擁有核武且軍事、經濟力量差距不大，美國與納粹德國兩大強權因此進入冷戰。
- 資訊控管嚴格的納粹德國沒有洩露出任何有關屠殺600萬猶太人的消息，而在首都柏林新建的國會人民大廳（跟美國國會大廈外型相似的納粹建築）已經完工啟用，成為當地的新地標。
- 小說提及中國在戰後由暴政統治，但並未提及掌權者的身份。
- 國際聯盟與聯合國等國際組織並不存在，但國際紅十字會依然存在。